# Štefan Kollárovits
Štefan Kollárovits (* 11. Mai 1945 in Bratislava) ist ein ehemaliger tschechoslowakischer Tischtennisspieler. Er gewann bei der Europameisterschaft 1966 Bronze im Einzel.

## Werdegang
Štefan Kollárovits begann 1959 beim Verein STO Štart VD Bratislava mit dem Tischtennisspielen. Unter Anleitung der Trainer František Tokár und P. Krchňák entwickelte er sich zu einem der Spitzenspieler der Tschechoslowakei. 1965 wechselte er wegen des Studiums zum Verein Slavia Prag. 1966 gewann der die nationale Meisterschaft der CSSR, im gleichen Jahr wurde er auf der CSSR-Rangliste auf Platz eins geführt.
Von 1963 bis 1971 nahm er an allen fünf Weltmeisterschaften teil. Dabei wurde er 1965 und 1967 mit der Mannschaft Fünfter.
Bei der Europameisterschaft 1966 erreichte er im Einzel nach Siegen über Istvan Korpa (Jugoslawien), Felix Felten (Luxemburg), Pentii Tuominen (Finnland), Stuart Gibbs (England) und Dorin Giurgiucă (Rumänien) das Halbfinale, wo er dem späteren Europameister Kjell Johansson unterlag. 1964 und 1972 war er am Bronze-Gewinn der Mannschaft beteiligt. 1969 wurde er in der ITTF-Weltrangliste auf Platz 22 geführt.
Štefan Kollárovits studierte an der Fakultät für Körpererziehung und Sport der Karls-Universität Prag. Später erwarb er die Trainerlizenz A. Seit 1973 war Kollárovits in Österreich als Trainer beim ÖTTV bzw. Wiener Tischtennisspiel-Verband tätig. 1975 schloss er sich dem Wiener Verein ABC Komperdell als Spielertrainer an. Ab 1991 war Kollárovits in Wien als internationaler Manager für den ŠKST Sporiteľňa Bratislava tätig. 
1992 kehrte Štefan Kollárovits in die Slowakei und übernahm das Amt des Präsidenten des ŠKST Sporiteľňa Bratislava. Von 1993 bis 2005 war er zugleich Direktor für Marketing und Sponsoring des Klubs der Medaillisten bei Welt- und Europameisterschaften. Nach dem Ausstieg der Sparkasse (Sporiteľňa) als Hauptsponsor trug der Klub ab 2002 den Namen ŠKST Bratislava. Nach der Saison 2002/03 stieg der ŠKST Bratislava aus der Superliga aus und wurde danach vom Unternehmer Štefan Kobes aufgekauft. Im Jahre 2003 endete die Amtszeit von Štefan Kollárovits als Präsident des ŠKST Bratislava, sein Nachfolger wurde der Klubbesitzer Štefan Kobes. Štefan Kollárovits gehört dem Ausschuss des Swaythling Club International an.

## Turnierergebnisse
| Verband | Veranstaltung       | Jahr | Ort       | Land | Einzel     | Doppel        | Mixed        | Team |
| ------- | ------------------- | ---- | --------- | ---- | ---------- | ------------- | ------------ | ---- |
| TCH     | Europameisterschaft | 1968 | Lyon      | FRA  | letzte 16  | Viertelfinale |              |      |
| TCH     | Europameisterschaft | 1966 | London    | ENG  | Halbfinale |               |              |      |
| TCH     | EURO-TOP12          | 1971 | Zadar     | YUG  | 11         |               |              |      |
| TCH     | Weltmeisterschaft   | 1971 | Nagoya    | JPN  | letzte 32  | letzte 16     | keine Teiln. | 11   |
| TCH     | Weltmeisterschaft   | 1969 | München   | FRG  | letzte 64  | Qual          | keine Teiln. | 7    |
| TCH     | Weltmeisterschaft   | 1967 | Stockholm | SWE  | letzte 128 | letzte 64     | keine Teiln. | 5    |
| TCH     | Weltmeisterschaft   | 1965 | Ljubljana | YUG  | Qual       | letzte 32     | keine Teiln. | 5    |
| TCH     | Weltmeisterschaft   | 1963 | Prag      | TCH  | letzte 64  | letzte 64     | letzte 128   |      |

## Publikationen
- Zoltán Kollárovits, Štefan Kollárovits: Stolný tenis, Edícia akozacat sport, Bratislava 1984